# 帕查農·歐薩爾
帕查農·歐薩爾（1994年6月12日—），漢名唐宇峰，暱稱Billy，出生於泰國，泰國男歌手、演員，是IMA國際學院的領導人，並擁有卡斯特大學的航空航天工程學位，畢業於泰國農業大學。代表作有《元素少年》、《非你默屬》、《War of Y》。

## 演藝經歷
2019年11月13日，客串出演的愛情喜劇《酒店之星》在泰國第3電視台播出。2020年3月23日，出演的奇幻動作劇《元素少年》在泰國第3電視台播出，他在劇中飾演Hatsadin；同年，與Seng Wichai Saefant合作主演愛情劇《非你默屬》，在泰國第3電視台和idolfactory官方YouTube播出。2022年8月2日，與Seng Wichai Saefant共同主演的耽美鬥爭劇《War of Y》(中譯：耽圈亂戰）在AIS通信公司旗下的線上影音娛樂平台AIS PLAY上播出。